# Monacillo (San Juan)
Monacillo es un barrio ubicado en el municipio de San Juan en el estado libre asociado de Puerto Rico. En el Censo de 2010 tenía una población de 11,442 habitantes y una densidad poblacional de 3.858,32 personas por km².

## Geografía
Monacillo se encuentra ubicado en las coordenadas 18°21′38″N 66°3′58″O / 18.36056, -66.06611. Según la Oficina del Censo de los Estados Unidos, Monacillo tiene una superficie total de 2.97 km², que corresponden a tierra firme.

## Demografía
Según el censo de 2010, había 11,442 personas residiendo en Monacillo. La densidad de población era de 3.858,32 hab./km². De los 11,442 habitantes, Monacillo estaba compuesto por el 83.55% blancos, el 8.43% eran afroamericanos, el 0.45% eran amerindios, el 0.34% eran asiáticos, el 0.02% eran isleños del Pacífico, el 4.88% eran de otras razas y el 2.33% pertenecían a dos o más razas. Del total de la población el 98.25% eran hispanos o latinos de cualquier raza.